# Bướm vàng (lan)
Bướm vàng (danh pháp hai phần: Phalaenopsis mannii) là một loài lan được tìm thấy ở miền đông Nepal đến miền nam Vân Nam (Trung Quốc).
Tại Việt Nam, cây có mặt ở các khu vực: Cao Bằng, Quảng Trị, Đà Lạt, Bảo Lộc.

## Hình ảnh

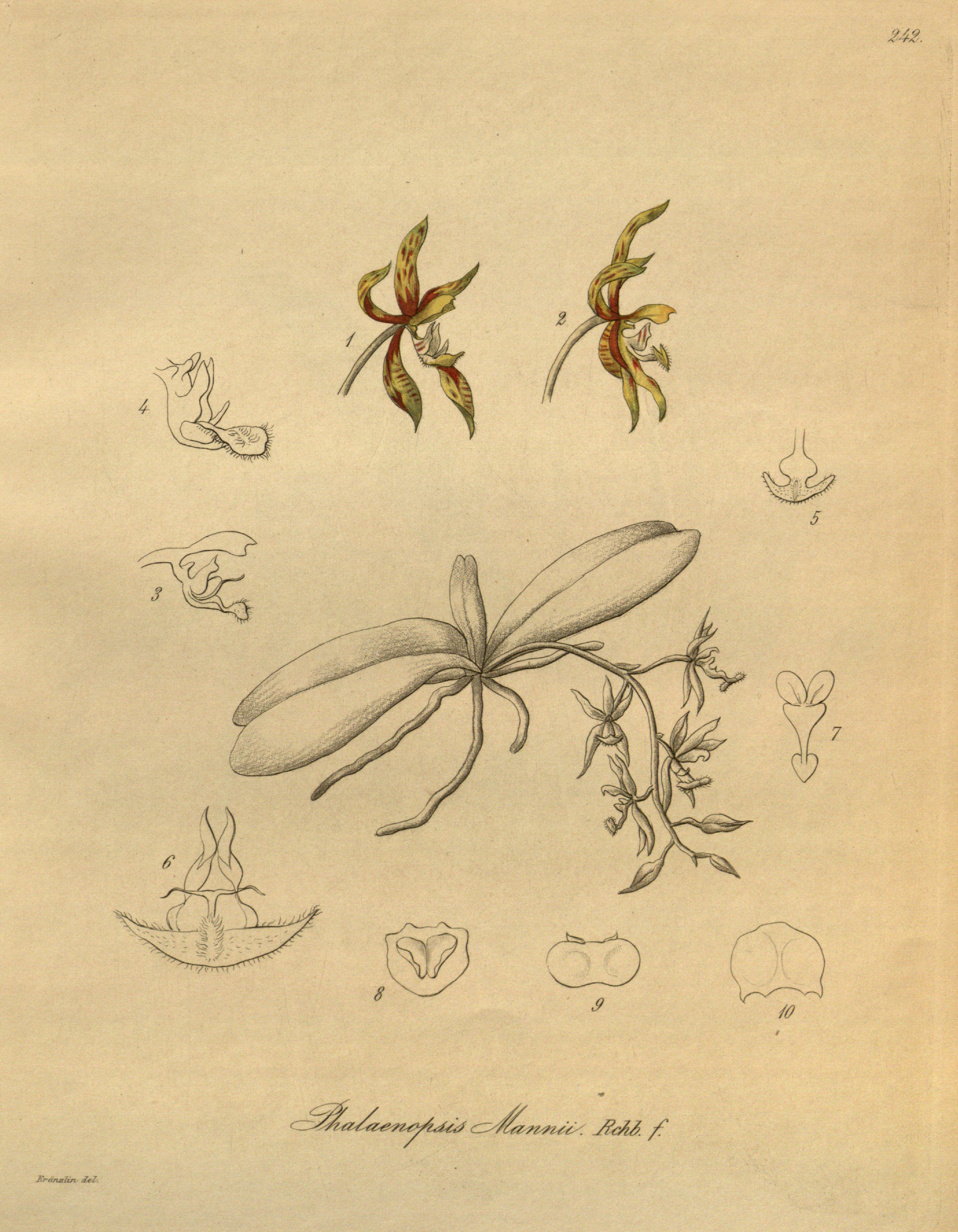
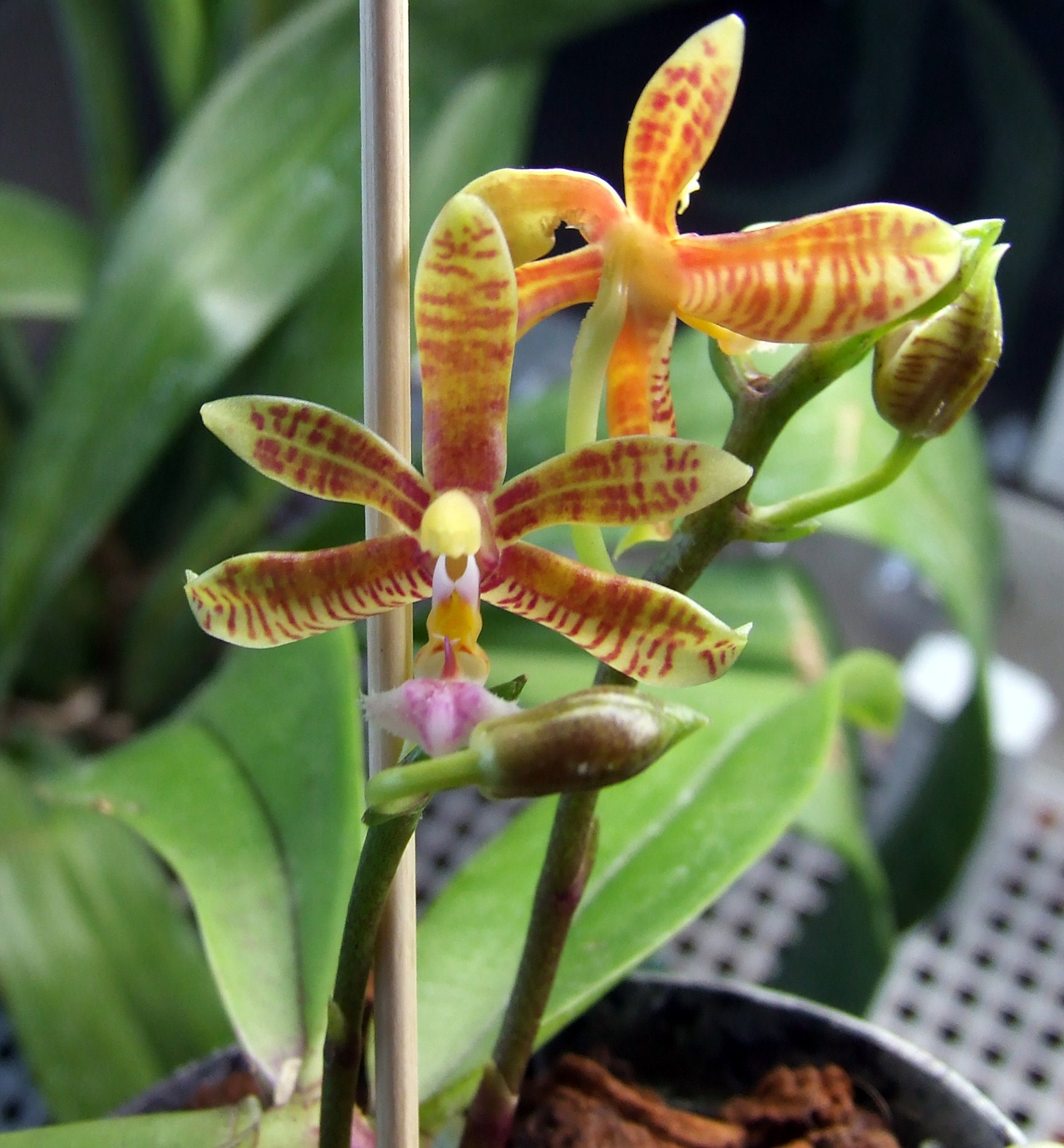
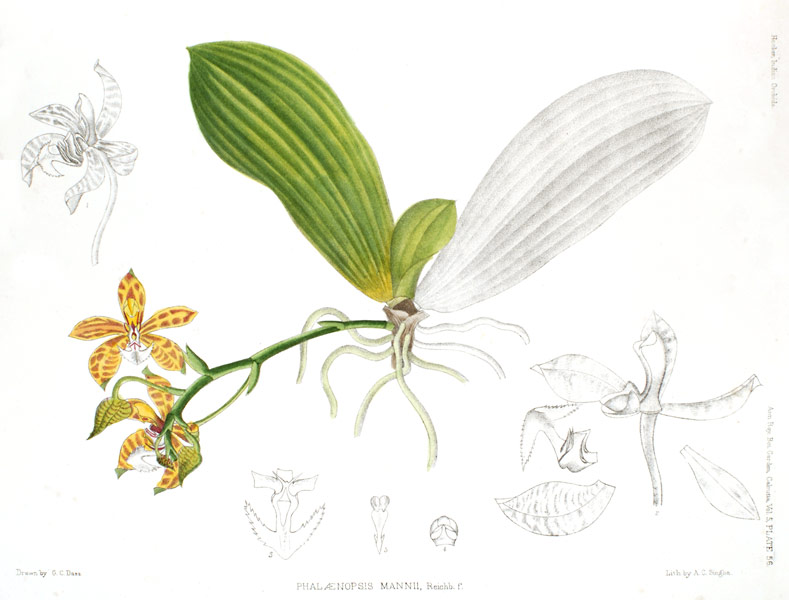
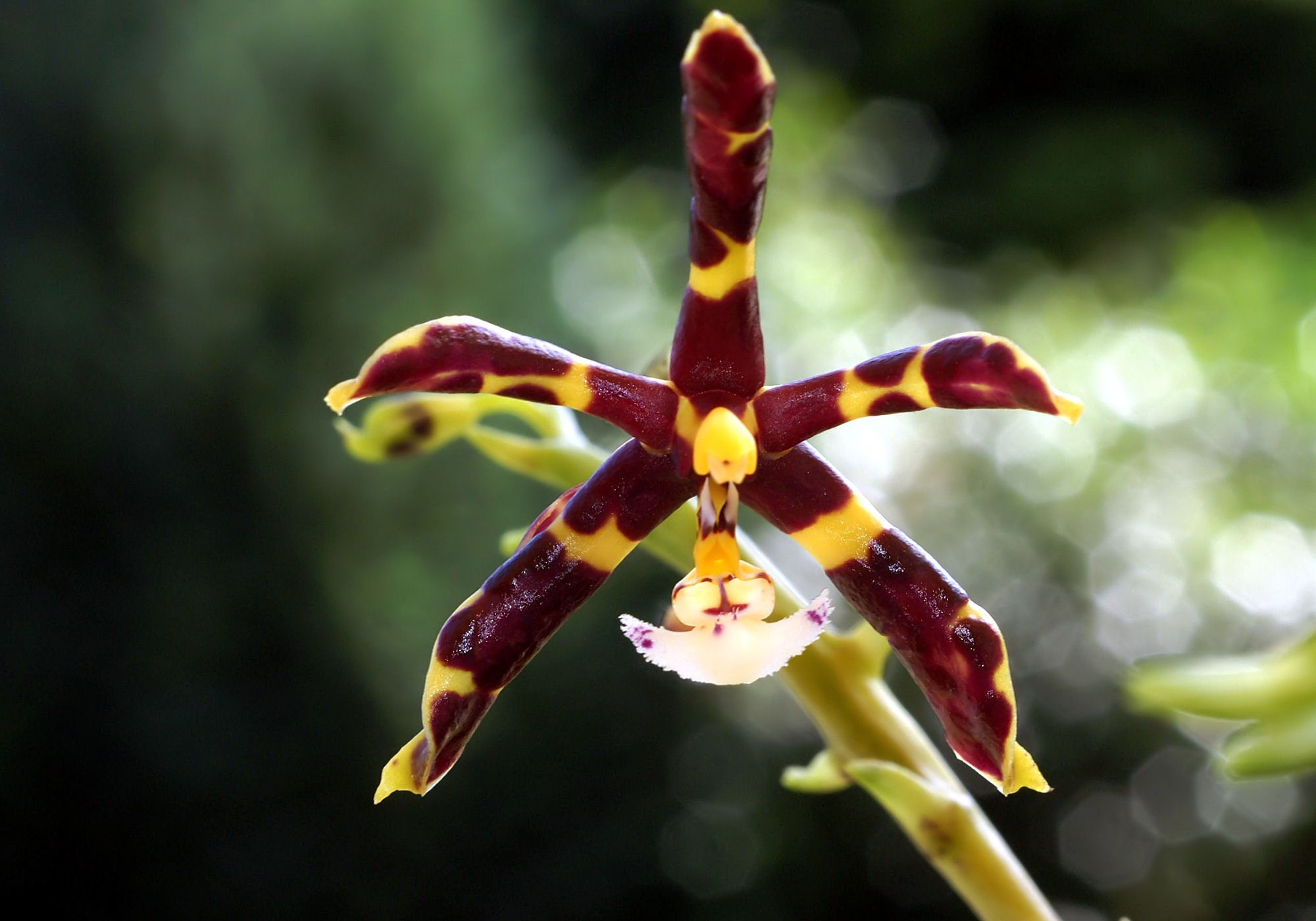